# 양고동계 고문서
양고동계 고문서(良苽洞契 古文書)는 광주광역시 남구 양과동에 있는 조선시대의 고문서이다. 1992년 10월 22일 광주광역시의 문화재자료 제19호로 지정되었다.

## 개요
이것은 1451년 여씨향약을 기본으로 실시된 광주향약을 본받아 1488∼1505년사이에 이루어진 동약(마을의 향약)이다.
특히 광주향약은 이선재에 의해 발의되었으며, 초기의 좌목(座目)에 기축옥사에 연루되어 희생당했던 이선재의 5대손인 이발이 있는 것으로 보아 그와 연관되었음을 짐작할 수 있다. 하지만 이 동약은 임진왜란으로 인해 중단되었다가 선조 37년(1604)에 중수되어 오늘날까지 그 틀을 잃지 않고 전해 내려오고 있다. 중수하게 된 연유에 대해서는 유사경이 쓴『동적입의서』에 잘 나타나 있다.
양과동 동약은 모두 4권의『좌목』으로 구성되었는데, 여기에는 동계원의 명단이 기록되어 있다. 그 후 정조 10년(1786) 동각(洞閣)을 중수하면서 작성한 「물자수합록」에서도 일부 명단이 확인되었다.
조선 후기 향촌사회사 연구에 중요한 자료로 평가된다.

## 참고 자료
- 양고동계고문서 - 국가유산청 국가유산포털